# Toshio Suzuki

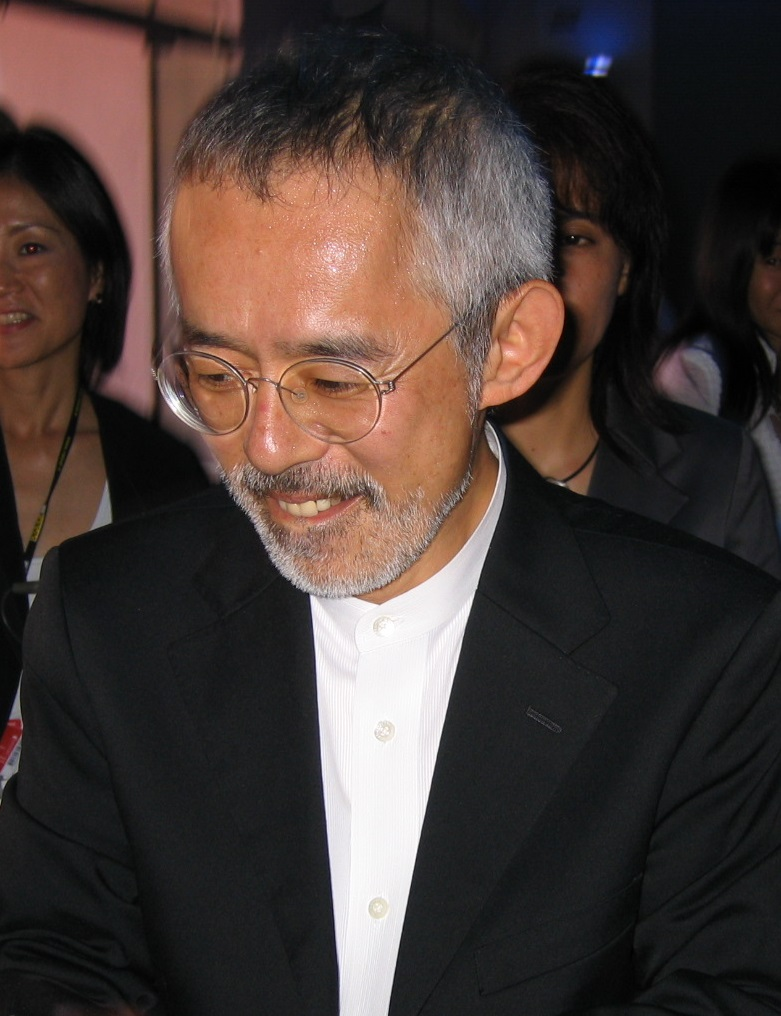
Toshio Suzuki bei der Premiere von Das wandelnde Schloss (2004)

Toshio Suzuki (jap. 鈴木敏夫, Suzuki Toshio; * 19. August 1948 in Nagoya, Aichi, Japan) ist ein japanischer Filmproduzent und Mitgründer des Anime-Studios Ghibli, dessen Vorsitzender er von 2005 bis 2008 war. Zahlreiche Erfolge in Japan machten ihn zu einem der erfolgreichsten Produzenten Japans. 2003 gewann er zusammen mit Regisseur Hayao Miyazaki für den Film Chihiros Reise ins Zauberland den Oscar; diesen Erfolg konnten beide im Jahr 2024 mit Der Junge und der Reiher wiederholen. Die Filme Das wandelnde Schloss (2004), Wie der Wind sich hebt (2013) und Die rote Schildkröte (2016) waren ebenfalls für den Oscar nominiert. Bei den ebenfalls Oscar-nominierten Produktionen Die Legende der Prinzessin Kaguya (2013) und Erinnerungen an Marnie (2014) war er neben Yoshiaki Nishimura als Co-Produzent tätig. 2014 wurde er durch das Magazin Gentlemen’s Quarterly als Men of the Year ausgezeichnet.
Laut Oscar-Preisträger Hayao Miyazaki gäbe es Studio Ghibli ohne Suzuki in seiner heutigen Form nicht.

## Biografie
Toshio Suzuki wurde 1948 in Nagoya geboren. 1967 schloss er sein Literaturstudium an der Keiō-Universität ab. Kurz darauf schloss er sich dem Verlag Tokuma Shoten an. 1973 wurde er Redakteur der Zeitschrift Comic & Comic. Er arbeitete dort mit vielen Filmproduzenten wie beispielsweise Osamu Tezuka oder Shōtarō Ishinomori zusammen.
Nachdem Suzuki 1978 Redakteur der Anime-Zeitschrift Animage wurde, bat er Isao Takahata und Hayao Miyazaki, einen Artikel über deren Film Taiyō no Ōji: Horusu no Daibōken schreiben zu dürfen. Sein Antrag wurde jedoch abgelehnt. Nach der Veröffentlichung von Miyazakis Das Schloss des Cagliostro begegneten er und Suzuki sich wieder, als Suzuki wiederum darum bat, einen Artikel über den Film schreiben zu dürfen. Dieses Mal endete das Treffen in einer lang anhaltenden partnerschaftlichen Beziehung. Der Artikel Hayao Miyazakis Welt der Romantik und Abenteuer (jap. 宮崎駿 冒険とロマンの世界 Miyazaki Hayao bōken to roman no sekai) erschien schließlich 1981 in der August-Ausgabe der Animage. Suzuki gab später an, dass hier „alles angefangen“ habe. Er gehörte zu denen, die die Veröffentlichung von Miyazakis Manga Nausicaä aus dem Tal der Winde ermöglichten. Suzuki machte außerdem eine Verfilmung möglich. Diese wurde am 11. März 1984 veröffentlicht.
Im Juni 1985 gründete Suzuki zusammen mit Takahata und Miyazaki das Studio Ghibli. Er arbeitete für Tokuma Shoten im Produktionskomitee der Filme Das Schloss im Himmel (1986), Mein Nachbar Totoro (1988) und Die letzten Glühwürmchen (1988). Zudem war Suzuki mitwirkender Produzent bei Kikis kleiner Lieferservice (1989) und trat dem Studio Ghibli offiziell 1989 als Produzent bei, nachdem er zuvor bei Tokuma Shoten gekündigt hatte.
Er war daraufhin Produzent der Filme Tränen der Erinnerung (1991) und Porco Rosso (1992) von Takahata und Miyazaki. 1993 war er für Flüstern des Meeres von Tomomi Mochizuki zuständig. Im folgenden Jahr arbeitete er als Produzent für Takahatas Film  Pom Poko und 1995 für Yoshifumi Kondōs Film Stimme des Herzens und Miyazakis Kurzfilm On Your Mark. Im selben Jahr wurde Suzuki zudem zum Produzenten des nächsten geplanten Kinofilms des Studio Ghibli ernannt, welcher 1997 unter dem Namen Prinzessin Mononoke in die Kinos kam. Im Jahr 1999 fungierte Suzuki als Produzent von Takahatas Film Meine Nachbarn die Yamadas.
Im Jahr 2000 wurde der Film Shiki-Jitsu von Regisseur Hideaki Anno veröffentlicht, der von Toshio Suzuki produziert wurde. Im darauffolgenden Jahr feierte Miyazakis Chihiros Reise ins Zauberland Premiere. 2002 wurde Das Königreich der Katzen von Regisseur Hiroyuki Morita und Ghiblies: Episode 2 von Yoshiyuki Momose veröffentlicht. 2003 gewann Toshio Suzuki zusammen mit Hayao Miyazaki den Oscar für den besten animierten Spielfilm für Chihiros Reise ins Zauberland. Suzuki war auch Produzent des 2004 erschienenen Films Ghost in the Shell 2 – Innocence von Mamoru Oshii. Miyazakis Das wandelnde Schloss wurde ebenfalls 2004 veröffentlicht und für den Oscar nominiert.
Im März 2004 wurde Suzuki zum Vorsitzenden des Studio Ghibli ernannt, von diesem Posten trat er jedoch 2008 zurück. 2014 wurde erneut ein von ihm produzierter Film für den Oscar nominiert, Miyazakis 2013 veröffentlichter Film Wie der Wind sich hebt. Hiromasa Yonebayashis Erinnerungen an Marnie (2014) wurde schließlich Suzukis letzter Film als Produzent, im März 2014 trat er als solcher zurück und bekleidete als Vorstandsmitglied den Posten des „vorstehenden Produzenten“ (代表取締役プロデューサー, Daihyō torishimariyaku purodyūsā).
2016 kehrte Suzuki als Produzent zurück. Er war neben Pascal Caucheteux und zwei weiteren Produzenten mitwirkender Produzent des französisch-belgisch-japanischen Films Die rote Schildkröte (2016) des Regisseurs Michael Dudok de Wit. Die Studio Ghibli-Wild Bunch Co-Produktion gewann bei den Internationalen Filmfestspielen von Cannes in der Sektion Un Certain Regard und wurde für den Oscar 2017 in der Kategorie „Bester animierter Spielfilm“ nominiert.

## Filmografie

### Als Produzent
- Tränen der Erinnerung, 1991
- Porco Rosso, 1992
- Flüstern des Meeres, 1993
- Pom Poko, 1994
- Stimme des Herzens, 1995
- Prinzessin Mononoke, 1997
- Meine Nachbarn die Yamadas, 1999
- Shiki-Jitsu, 2000, Studio Kajino
- Chihiros Reise ins Zauberland, 2001
- Metropolis, 2001, Madhouse
- Das Königreich der Katzen, 2002
- Das wandelnde Schloss, 2004
- Ghost in the Shell 2: Innocence, 2004, Production I.G
- Die Chroniken von Erdsee, 2006
- Ponyo – Das große Abenteuer am Meer, 2008
- Arrietty – Die wundersame Welt der Borger, 2010
- Der Mohnblumenberg, 2011
- Wie der Wind sich hebt, 2013
- Aya und die Hexe, 2021
- Der Junge und der Reiher, 2024

### Mitwirkender Produzent
- Kikis kleiner Lieferservice, 1989
- Die Legende der Prinzessin Kaguya, 2013
- Erinnerungen an Marnie, 2014
- Die rote Schildkröte, 2016

### Produktionskomitee
- Nausicaä aus dem Tal der Winde, 1984, Topcraft
- Das Schloss im Himmel, 1986
- Die letzten Glühwürmchen, 1988
- Mein Nachbar Totoro, 1988

### Sprechrollen
- Whisper of the Heart, 1995 – als Freund von Shirō Nishi
- Prinzessin Mononoke, 1997
- Killers: .50 Woman, 2003 – als gemeiner Produzent
- Tachiguishi-Retsuden, 2006 – als Hiyashi Tanuki no Masa (Cold Badger Masa)